# Annesorhiza macrocarpa
Annesorhiza macrocarpa är en växtart  i släktet Annesorhiza och familjen flockblommiga växter. Den beskrevs av Christian Friedrich Ecklon och Carl Ludwig Philipp Zeyher 1837.
Arten är en perenn ört som förekommer i Sydafrika.